# Porte de Versailles
De Porte de Versailles is een van de toegangspunten tot de stad Parijs, de Portes de Paris, en is gelegen in het zuidelijke 15e arrondissement. De poort ligt aan de Boulevard Périphérique en de boulevards des Maréchaux. In de 19e eeuw was het een fysieke stadspoort, onderdeel van de 19e-eeuwse stadsomwalling van Thiers.
Bij de Porte de Versailles ligt het gelijknamige metrostation dat onderdeel is van de Parijse metrolijn 12. Ook is Porte de Versailles een eindhalte van Tramlijn 2 en van Tramlijn 3a.
Eveneens is hier het Parc des expositions de la porte de Versailles gesitueerd.